# Naissance en 950
Naissance
- 946
- 947
- 948
- 949
- 950
- 951
- 952
- 953
- 954

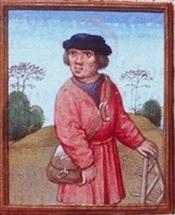
Guidon d'Anderlecht, né en 950.

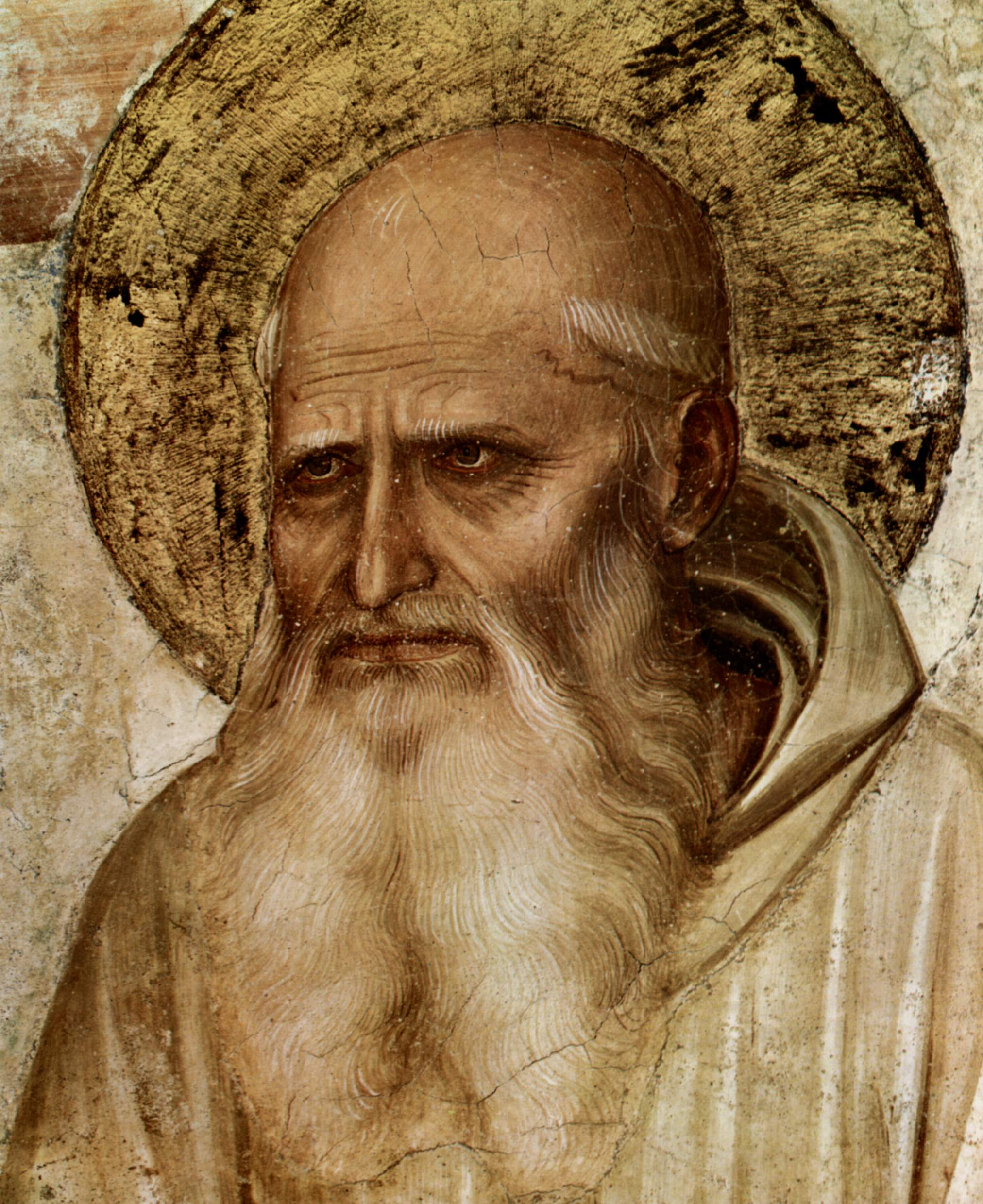
Romuald de Ravenne, né en 950.

Cette page dresse une liste de personnalités nées au cours de l'année 950 :
- 12 juin : Reizei, soixante-troisième empereur du Japon.

- Abû Bakr Ibn At Tayyib Al Bâqillânî, théologien ash'arite, un juriste malikite, un spécialiste des Usūl al-Dīn et des hadiths.
- Attimabbe (en), fille du roi Tailapa II (en).
- Bernard Ier de Saxe, duc de Saxe.
- Maslama al-Mayriti, mathématicien, chimiste et astronome d'Al-Andalus.
- Masako, princesse et impératrice consort du Japon.
- Moninho Viegas, o Gasco (en), chevalier.
- Hanokh ben Moshe, rabbin andalou.
- Lothair Udo I (en), comte de Stade.
- Urabe no Suetake, samouraï de l'époque de Heian au service de Minamoto no Yorimitsu.
- Wolbodon, prince-évêque de Liège.

date incertaine (vers 950)
- Guidon d'Anderlecht, ou Guy d'Anderlecht, parfois surnommé le pauvre d'Anderlecht, sacristain à la chapelle Notre-Dame de Laeken, marchand, pèlerin et saint.
- Lambert Ier de Louvain, comte de Louvain et de Bruxelles.
- Notker l'Allemand, ou Notker Labeo, moine bénédictin de l'abbaye de Saint-Gall, en Suisse.
- Romuald de Ravenne, dit saint Romuald, moine-ermite, fondateur de l'ordre monastique des camaldules (branche autonome de l'ordre de Saint-Benoît).
- Ibn Yunus, ou Abû'l-Hasan 'Alî ibn Abi Sa'id Abd ar-Rahman ibn Ahmad ibn Yunus al-Sadafi, mathématicien et astronome arabe, spécialiste des calculs astronomiques grâce à la trigonométrie.

## Crédit d'auteurs
- Cet article est partiellement ou en totalité issu de l'article intitulé « 950 » (voir la liste des auteurs).